# Dòlmens de Sant Miquel de Llotes
El terme de Sant Miquel de Llotes, de la comarca del Rosselló, a la Catalunya del Nord, comprèn un cert nombre de dòlmens en diferents estats de conservació. Alguns han estat reconstruïts modernament. No tots són, tanmateix en el terme estricte de Sant Miquel de Llotes: molts d'ells són realment dins del de Queixàs.

## Sant Miquel de Llotes i l'activitat prehistòrica
La comuna de Sant Miquel de Llotes aplega ben bé set dòlmens (sencers, incomplets o només en vestigis), que reflecteixen una ocupació agro-ramadera en un període comprès entre el 2200 i el 1500 aC (a cavall del Neolític final i la primera edat del bronze, amb la Cultura dels túmuls). Alguns dels dòlmens tenen la llosa de cobertura, les pedres laterals o fins i tot la base de roca amb petits gravats en forma d'espirals, de creus o de canals paral·lels. També es produeix a vegades l'estructura del dolmen de corredor, amb un petit espai reclòs on s'accedeix per un passadís d'una certa longitud. Quasi cap dels dòlmens (tret del dolmen del Coll de la Llosa) té una denominació inequívoca, i això fa que algunes peces referenciades en la bibliografia com el dolmen dels Masos siguin difícils d'associar concretament a cap dels monuments descrits a continuació.

## Els dòlmens de Queixàs i de Sant Miquel de Llotes
- El Dolmen de les Molleres, o del Camp Gran 1, molt malmès pel pas del temps, conserva dempeus únicament dues de les lloses laterals, i la que li feia de capçalera, que conformen un espai d'un metre per 80 cm. És orientat al sud.[3][4][5]
- A uns 500 metres de distància, i ja en territori municipal de Bulaternera hi ha el Dolmen de les Rieres, o del Camp Gran 2, força més ben conservat[3][5] i curosament estudiat per J.-P- Bocquenet[6]
- El Dolmen del Coll de la Llosa, o de Casafabre, és molt a prop de la partió entre els termes de Casafabre, Bulaternera i Sant Miquel de Llotes, per bé que algunes fonts el situen concretament en terreny de Casafabre. En realitat, però, és dins del terme de Bulaternera. Està orientat d'est a oest, amb l'obertura a l'est. Es tracta d'un dolmen de corredor d'uns cinquanta centímetres d'ample per uns dos metres i mig de llarg. Està cobert per una llosa decorada amb gravats més o menys superficials. El túmul, de forma circular, fa uns dos metres de diàmetre, per uns 80 centímetres d'alça de mitjana. Va ser estudiat per primera vegada per Eugène Devaux el 1936, i posteriorment per Pere Ponsich i Maurice Iché el 1949. En Lluís Pericot l'esmentà a la segona edició de la seva tesi del 1950, i Jean Abélanet en destacà els gravats que en decoren la llosa de cobertura.[7][8][9]
- El Dolmen del Fornàs o del Coll de la Creu de la Falibe, o del Poste de Tir[10] o de la Cota 507 (al·ludint a la seva altitud i per diferenciar-lo d'un dolmen veí), forma part d'un grup de tres dòlmens arrenglerats i relativament propers, restaurats modernament. Se situa a un turó que hom també anomena (en variant deformada) A Fourna o Al Fourna, i que forma part de la partió del terme de Sant Miquel de Llotes amb el de Queixàs; pròpiament, el dolmen és dins d'aquest darrer terme. Henry Baills va estudiar el jaciment el 1976 i hi trobà dos fragment de bronze i un de ceràmica[11] decorada. Es tracta d'un dolmen de corredor, amb un passadís d'entrada de 4 metres de longitud que mena a una cambra de 2 metres de llarg per un d'amplada, envoltada pel cairn, que fa uns vuit metres de diàmetre. El dolmen té una forma allargassada i el sepulcre és cobert per dues grans lloses, una de les quals amb un gran nombre[12] de gravats. El corredor d'entrada és format per dos murs de pedra seca, fruit d'una reconstrucció que ha estat criticada[13] per algunes veus.
- El Dolmen de la Creu de la Llosa, o de la Creu de la Falibe, a 467 metres d'altitud, és el punt mig d'una petita successió en línia formada, a més, pel dolmen del Fornàs a l'oest i el dolmen del Serrat d'en Jacques a l'est; com el dolmen anterior, és en realitat dins del terme de Queixàs. De dimensions més generoses que els altres dòlmens del poble (set metres de llarg), el dolmen de la Creu de la Falibe és fet[14] de dues rengleres paral·leles de lloses, cobertes parcialment per una de més gran, incloses dins d'un cairn circular d'uns 10 metres de diàmetre que les envolta. Orientades NO a SE, l'extrem nord és tancat per una altra pedra més petita; la cambra rectangular resultant fa 2,5 per 1,5 metres[15] aproximadament. La llosa de cobertura té diversos símbols gravats, i una petita canal en fa la volta, com per recollir un líquid vessat sobre la pedra, cosa que podria fer pensar en un altar per a ofrenes de vi, llet o aigua. Va ser estudiat per primera vegada als anys 30 del segle xx per Eugène Devaux, que l'anomenà "Dolmen de la Creu de la Llosa". Les restes ceràmiques trobades[11] han permès datar-lo entre els anys 1500 i 1400 (a.JC), a la fi del Bronze mitjà.[16]
- El Dolmen del Serrat d'en Jaques, o de la Cota 538 (per l'altitud) és el dolmen més a l'est de la petit renglera formada pels dolmens del Fornàs i de la Creu de la Falibe. És, com els dos anteriors, dins del terme de Queixàs. Pere Ponsich hi va fer excavacions que permeteren de trobaQueixàsr[11] restes ceràmiques[8] de l'edat del bronze. És un dolmen de corredor[17] amb el túmul, de forma circular, precedit per un corredor d'entrada que apunta a est/sud-est. La pedra de cobertura és trencada[18] en dues peces. La cambra fa uns tres metres de llarg[19] amb una amplada que varia entre l'1,80 de l'entrada i un metre just al fons.
- El Dolmen del Mas d'en Peirot, o del Mas Peirot, o Dolmen 1 dels Masos, o Dolmen de les Canaletes, va ser descobert per Pere Ponsich el 1959 i declarat Monument històric de França. Del dolmen original, ja només en resten algunes grans lloses en posició vertical. Havia caigut a un costat, en algun moment del passat, la llosa de cobertura.
- A l'extrem nord-oest del terme es conserva, molt trinxat, el Dolmen del Castell, o de Valltorta,[20] citat per Iund.[1][5]

## Dòlmens desapareguts (o no prou localitzats)
- Dolmen de Mas Ocell (Mas Ocell, a prop del límit municipal amb Illa?)[1][21]
- Arca de la Font Roja, molt a prop dels dos dòlmens de la Ramera. Sembla que va ser destruït a causa de la construcció de la carretera de Fontcoberta a Castellnou dels Aspres, la D - 48.